# Ponte Seongsu
A Ponte Seongsu (em coreano:  성수대교) ou Ponte Sungsoo é uma ponte que cruza o rio Han, em Seul, Coreia do Sul. A ponte liga os distritos de Seongdong e Gangnam. A estrutura original foi concluída em outubro de 1979, e possui um comprimento total de 1 160 metros. Tornou-se conhecida quando desabou em 1994.

## Colapso
A ponte entrou em colapso no início da manhã de 21 de outubro de 1994, quando uma de suas placas de concreto caiu devido a uma falha da estrutura de suspensão. Essa falha estrutural foi causada por soldagem imprópria das treliças de aço da estrutura de suspensão sob a laje de betão da pista.
No acidente, 32 pessoas morreram e 17 ficaram feridas. Posteriormente, a ponte iria ser reparada, mas por causa de uma fraqueza na estrutura, teve de ser completamente remodelada e reconstruída. O novo projeto foi concluído em 15 de agosto de 1997, e é semelhante ao desenho original.